# James Trafford
James Harrington Trafford, född 10 oktober 2002 i Cockermouth, England, är en engelsk fotbollsspelare som spelar för Manchester City i Premier League.